# Gregers Johan Hentze
Gregers Johan Michaelsen Hentze (født 25. september 1835 på Sandur, død 27. december 1877 i Næstved) var en færøskfødt dansk jurist.
Hentze drog til Danmark i 1852, og fik plads hos landvæsenskommisær Krarup i Hammerum herred i et års tid. Hentze var derefter en tid hos en landmåler i Viborg, og var elev ved landbrugsskolen Haraldslund ved Århus 1853–1855. Efter at have opholdt sig på Færøerne i et års tid, var han kontorist ved herredskontorerne i Bjerre og Hatting indtil 1861. Hentze tog filosofikum i 1862, og blev cand.jur. i 1863. Han var by- og herredsfuldmægtig i Næstved fra 1865, og sagfører samme sted fra 1874.
Han var søn af sysselmand og kongsbonde Johan Michael Hentze (den ældre) og hustru Marianne Jacobsdatter, sønnesøn af provst Peter Hentze samt bror af bonde og lagtingsmand Jóan Petur Hentze.